# Gabe Gala
Gabriel « Gabe » Gala, né le 29 juin 1989 à Yola (Nigeria), est un ancien joueur canadien de soccer jouant au poste de milieu de terrain.

## Palmarès
- Toronto FC
  - Vainqueur du Championnat canadien en 2010